# Абдул Хакім Ісхакзай
Абду́л Хакі́м Ісхакза́й (пушту عبد الحكيم اسحاقزى: МФА: [abdʊl haˈkim ɪshaqzai]; нар. 1967), також відомий як Абду́л Хакі́м Хакка́ні (пушту عبد الحكيم حقاني: МФА: [ˈabdʊl haˈkim haqɑˈni]) та Абду́л Хакі́м Ша́рі (пушту عبدالحکیم شرعی: [abdʊl haˈkim ʃaˈrai]; також пишеться Шарай або Шаріа́т), афганський ісламський учений, письменник — голова Верховного суду Ісламського Емірату Афганістан з 28 жовтня 2021 і міністр юстиції Афганістану. Також обіймав посаду головного судді Верховного суду у попередньому уряді. Був головою переговорної групи у катарському офісі. Є одним із засновників руху «Талібан» і був близьким соратником покійного лідера мулли Мохаммеда Омара.

## Ранній період життя
Народився в сім'ї Мавлаві Худайдада в 1967 році в районі Панджваї провінції Кандагар, Афганістан. Закінчив Дарул Улум Хакканія, ісламську семінарію Деобанді у Пакистані та викладав там.

## Кар'єра

### Судова влада
Під час правління першого Ісламського Емірату, крім викладацької діяльності, також служив в Апеляційному суді та Центральному Даруль-Іфті. Після призначення Хайбатули Ахундзади верховним головнокомандувачем Талібану, він був призначений головним суддею.

### Дипломатія
У вересні 2020 року був призначений головним переговорником талібів з мирних переговорів у Катарі з урядом Афганістану, замінивши Шера Мохаммада Аббаса Станікзая, який став його заступником у переговорній групі з 21 члена.
23 січня 2025 року прокурор МКС запросив ордер на його арешт і верховного лідера Талібану Хайбатули Ахундзади, звинувачуючи їх у скоєнні злочинів проти людяності. Ордера на арешт було видано 8 липня 2025 .